# Nagoya Tōshō-gū

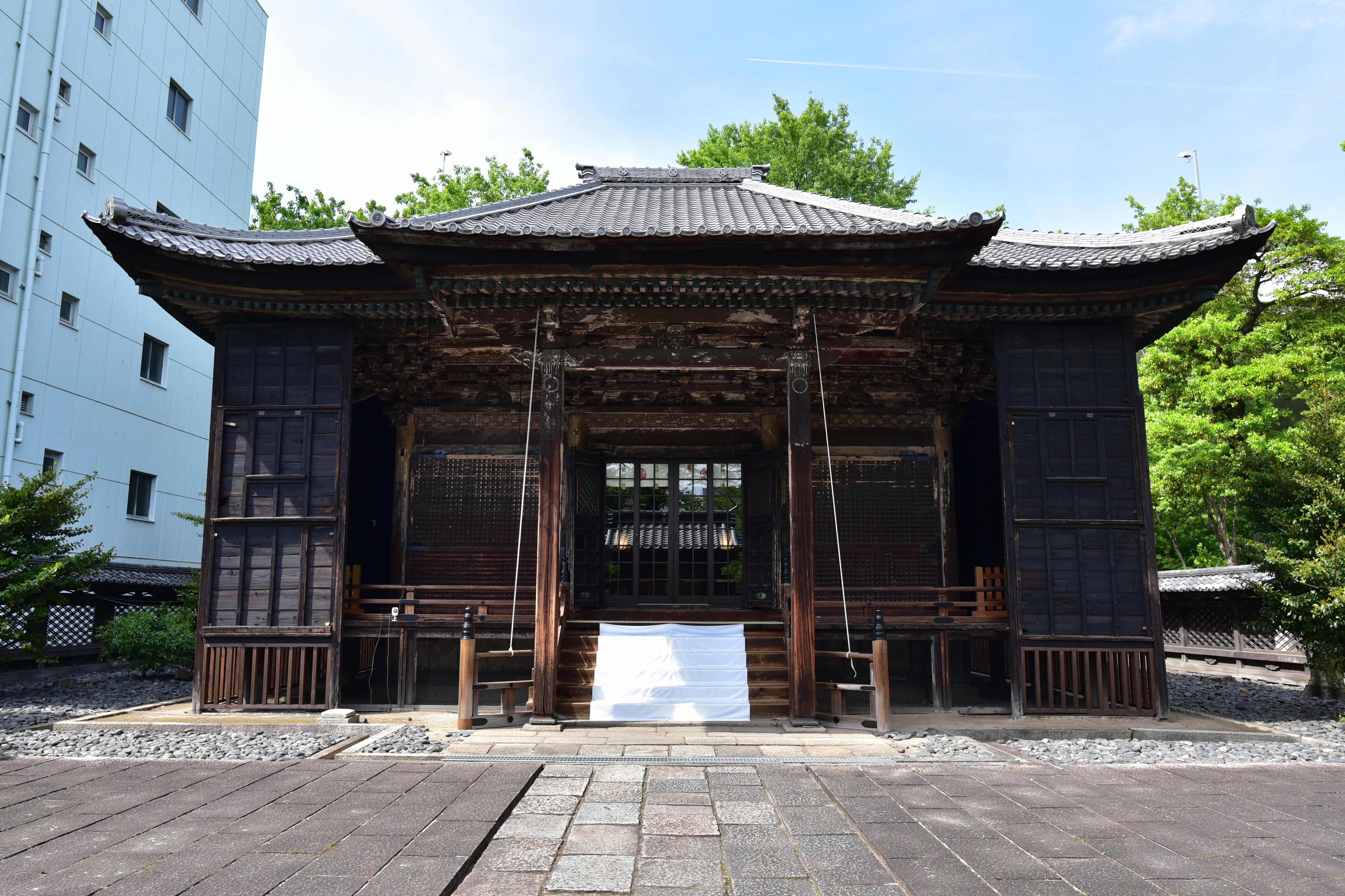
Bâtiment principal du Nagoya Tōshō-gū.

Le Nagoya Tōshō-gū (名古屋東照宮) est un sanctuaire shinto situé au centre de Nagoya, préfecture d'Aichi au Japon.

## Histoire
Le tōshō-gū est dédié à Tokugawa Ieyasu, fondateur du shogunat Tokugawa. Il est construit en 1619, deux ans après l’achèvement du Nikkō Tōshō-gū. Il se trouve à l'extérieur du château de Nagoya dans l'enceinte Sannomaru, près du Tennosha (actuel Nagoya-jinja).
Le matsuri (festival) Nagoya Toshogu était le plus grand festival de Nagoya avant la Seconde Guerre mondiale.
Le sanctuaire est transféré de l'enceinte Sannomaru du château de Nagoya à son emplacement actuel à la fin du XIXe siècle.